# 上毛野形名
上毛野 形名（かみつけの の かたな）は、飛鳥時代の武人。姓は君。冠位は大仁。

## 経歴
舒明天皇9年（637年）に蝦夷が叛き入朝を拒否したことから、形名は将軍に任ぜられ蝦夷討伐に向かう。形名は一旦蝦夷に敗れ、兵は逃亡し、砦も包囲されてしまう。形名も逃げ出そうとするが、形名の妻は「あなたのご先祖さま方は海を渡り、万里を越え、海外を平定し武勇を残したのに、ここで死ぬのは先祖の名を汚すことです。」と夫を鼓舞し、夫に無理やり酒を飲ませた上で自ら夫の剣を佩き、弓を張り、女達に弓弦を鳴らさせた。形名は再び奮い立ち進撃した。
蝦夷はまだ多くの兵がいると思い少し軍を引いた。その間に、形名は戻ってきた味方の兵をまとめ上げ、蝦夷を破ることに成功したという。